# 주샤오단

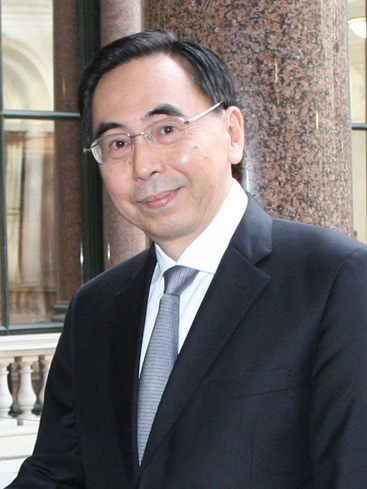

주샤오단(중국어: 朱小丹, 병음: Zhū Xiǎodān, 1953년 1월 ~ )은 중화인민공화국의 정치인이다. 광둥성 성장이다.

## 이력
주샤오단은 1953년 1월, 저장성 원저우 시에서 태어났다. 2010년 2월 광둥성 부성장에 지명되었으며, 2011년 11월 황화화 성장이 사임함에 따라서 광둥 성장을 대행했다. 그리고 2012년 1월, 광둥 성장에 공식 취임했다. 2012년 11월, 중국공산당 중앙위원회 제18기 중앙후보위원에 선출되었다. 2016년 12월 광둥성 성장에서 물러났다.